# Coongewai Creek
Coongewai Creek är ett vattendrag i Australien. Det ligger i delstaten New South Wales, i den sydöstra delen av landet, omkring 110 kilometer norr om delstatshuvudstaden Sydney.
I omgivningarna runt Coongewai Creek växer i huvudsak städsegrön lövskog. Runt Coongewai Creek är det ganska glesbefolkat, med 25 invånare per kvadratkilometer. Genomsnittlig årsnederbörd är 1 149 millimeter. Den regnigaste månaden är februari, med i genomsnitt 197 mm nederbörd, och den torraste är juli, med 41 mm nederbörd.